# Благословення Христове (статуя)
Благословення Христове (індонез. Patung Yesus Memberkati — Статуя Ісуса, що Благословляє) — статуя Ісуса Христа в місті Манадо (Індонезія). Розташована на вершині пагорба на висоті 150 м над рівнем моря на території елітного житлового комплексу «CitraLand». Загальна висота монумента становить 50 м, з яких 20 м припадає на постамент і 30 м — на власне статую. Станом на 2010 рік статуя займає друге місце за висотою в Азії та 4 місце серед статуй, присвячених Ісусу Христу (без урахування постаменту).
Ідея виготовлення статуї належить індонезійському бізнесмену Чіпутрі і християнському руху «Manado and North Sulawesi society and to worship God». Будівництвом статуї займалася будівельна фірма «Yogjakarta Engineer», яка зводила статую протягом трьох років. Загальна вартість зведення склала 5 млрд індонезійських рупій (540 000 доларів). Статую виготовлено з 25 т металевого волокна і 35 т сталі і встановлено під кутом 20°.
Монумент урочисто відкрито 2 листопада 2007 року в присутності губернатора провінції Північне Сулавесі.